# Babette Hoogendoorn
Pour les articles homonymes, voir Hoogendorn.
Babette Hoogendoorn, née en 1965 à La Haye, est une joueuse de squash représentant les Pays-Bas. Elle atteint la 11e place mondiale sur le circuit international, son meilleur classement. Elle est championne des Pays-Bas à six reprises consécutivement de 1984 à 1990. Elle termine sa carrière en 1991 après avoir été suspendue par la fédération néerlandaise. Elle fait un retour de fin 1994 à mai 1995 avant de terminer sa carrière au sein de l'équipe nationale après les championnats d'Europe par équipes 1995. En 1998, elle devient entraîneur de l'équipe nationale féminine et supervise parfois l'équipe masculine.

## Palmarès

### Titres
- Championnats des Pays-Bas : 6 titres (1984-1990)

### Finales
- Championnats d'Europe : 1990